# Joseph Heymann
Joseph Heymann (Bázel, 1919 – 1992. július) svájci nemzetközi labdarúgó-játékvezető.

## Pályafutása

### Nemzeti játékvezetés
1960-ban lett a Super League játékvezetője.

#### Nemzeti kupamérkőzések
Vezetett Kupa-döntők száma: 1.

##### Svájci labdarúgókupa
| Időpont           | Helyszín               | Mérkőzés típusa | Mérkőzés                               | Eredmény | Nézők száma |
| ----------------- | ---------------------- | --------------- | -------------------------------------- | -------- | ----------- |
| 1964. március 30. | Wankdorf Stadion, Bern | döntő           | FC Lausanne-Sport–FC La Chaux-de-Fonds | 2 : 0    | 53 000      |

### Nemzetközi játékvezetés
A Svájci labdarúgó-szövetség Játékvezető Bizottsága (JB) terjesztette fel nemzetközi játékvezetőnek, a Nemzetközi Labdarúgó-szövetség (FIFA) 1962-től tartotta nyilván bírói keretében. A FIFA JB központi nyelvei közül a németet beszéli. Több nemzetek közötti válogatott és klubmérkőzést vezetett, vagy működő társának partbíróként segített. Az aktív nemzetközi játékvezetéstől 1968-ban búcsúzott. Válogatott mérkőzéseinek száma: 2.

#### Nemzetközi kupamérkőzések
Vezetett Kupa-döntők száma: 1.

##### Vásárvárosok kupája
A tornasorozat 20. döntőjének – 4. svájci – bírója.
| Időpont          | Helyszín                      | Mérkőzés típusa        | Mérkőzés                          | Eredmény | Nézők száma |
| ---------------- | ----------------------------- | ---------------------- | --------------------------------- | -------- | ----------- |
| 1969. június 11. | Megyeri úti Stadion, Budapest | döntő második mérkőzés | Újpesti Dózsa–Newcastle United FC | 2 : 3    | 37 000      |

## Külső hivatkozások
- Joseph Heymann. World Referee. [2012. október 10-i dátummal az eredetiből archiválva]. (Hozzáférés: 2013. január 13.)
- Joseph Heymann. footballzz.com. (Hozzáférés: 2013. január 13.)
- Joseph Heymann. eu-football.info. (Hozzáférés: 2013. január 13.)
- Joseph Heymann. focitipp.hu. (Hozzáférés: 2013. január 13.)

| Elődje: Daniel Mellet | Kupadöntő 1963–1964 | Utódja: Karl Keller |